# Гарин, Владимир Николаевич
Влади́мир (Ива́н) Никола́евич Га́рин (Же́бенев) (1896—1940) — начальник Управления НКВД Татарской АССР, старший майор государственной безопасности (1935). Входил в состав особой тройки НКВД СССР.

## Биография
Родился в украинской семье священника. Образование 3 класса бурсы в Харькове в 1910, художественное училище по классу архитектурного черчения. Чертёжник у частного харьковского архитектора с 1912 до 1914. В царской армии рядовой и старший унтер-офицер пулемётной команды 238-го Ветлужского пехотного полка.
В Красной гвардии с 1917 по 1918, служил в Петроградском гарнизоне на броневике «Дубинин». Затем комиссар финансов, председатель Совнархоза Золотоношского уезда Полтавской губернии. В 1919 вступил в РКП(б), с этого же года начал службу в органах государственной безопасности. Проходил службу в особых отделах 13-й, 12-й и 14-й армий, Киевского военного округа, Подольском и Херсонском окротделах ГПУ, Украинском военном округе. До 1929 заместитель начальника Особого отдела Контрразведывательного управления ГПУ УССР, начальник Секретно-оперативного управления. С 1930 до 1931 заместитель полномочного представителя ОГПУ при СНК СССР по Восточно-Сибирскому краю, затем до 1933 заместитель полномочного представителя ОГПУ при СНК СССР по Северо-Кавказскому краю.
В 1933—1934 гг. полномочный представитель ОГПУ при СНК СССР по Татарской АССР. 
26 января—10 февраля 1934 года делегат XVII съезда ВКП(б) с решающим голосом.
В 1934—1936 гг. начальник Управления НКВД по Татарской АССР.
В 1936—1938 гг. заместитель начальника Управления НКВД по Ленинградской области. Этот период отмечен вхождением в состав особой тройки, созданной по приказу НКВД СССР от 30.07.1937 № 00447 и активным участием в сталинских репрессиях.
В 1938—1939 гг. начальник Управления Сорокского исправительно-трудового лагеря НКВД (Карельская АССР).
Скончался в апреле 1940 года, похоронен в Москве на Новодевичьем кладбище

## Звания
- старший майор государственной безопасности, 29.11.1935.

## Награды
- знак «Почётный работник ВЧК—ГПУ (V)» № 289, 1926;
- орден Красного Знамени, приказ РВС № 101 от 23.02.1928;
- знак «Почётный работник ВЧК—ГПУ (XV)», 20.12.1932;
- медаль «XX лет РККА», 22.02.1938.